# Luc Bourdon
Luc Bourdon (Shippagan, New Brunswick, 16 de fevereiro de 1987 — Lamèque, New Brunswick, 29 de maio de 2008) foi um jogador de hóquei no gelo canadense que jogou pelo Vancouver Canucks, da National Hockey League (NHL), e na American Hockey League (AHL). Faleceu com 21 anos após sua motocicleta colidir com um trailer.